# Fabio Díez
Fabio Ricardo Diez Steinaker (Santa Fe, Argentina, 18 de noviembre de 1965) es un deportista español que compitió en voleibol, en la modalidad de playa, haciendo pareja con Javier Bosma (1996–2000), Agustín Correa (2001) y Claudio García Thompson (2002).
Obtuvo una medalla de plata en el Campeonato Europeo de Vóley Playa de 1999, en el torneo masculino. Participó en los Juegos Olímpicos de Sídney 2000, ocupando el quinto lugar en el torneo masculino.
Ganó dos veces el Campeonato de España, en 1994 y 1996.

## Palmarés internacional
| Campeonato Europeo | Campeonato Europeo         | Campeonato Europeo | Campeonato Europeo |
| Año                | Lugar                      | Medalla            | Pareja             |
| ------------------ | -------------------------- | ------------------ | ------------------ |
| 1999               | Palma de Mallorca (España) | Medalla de plata   | Javier Bosma       |